# Jiří Wolf (sochař)
Jiří Wolf (18. prosince 1944, Praha) je český sochař a keramik. Vystudoval na Státní průmyslovou školu keramickou v Karlových Varech a na Vysokou školu uměleckoprůmyslovou u Josefa Malejovského a Zdeňka Kováře. Pracoval v keramickém provozu Díla ve Velké Chuchli. Kromě keramické tvorby pro architekturu se věnoval i volné plastice. V jeho dílech převažují ženské postavy plných tvarů, bez gestikulace, oproštěné od přebytečných detailů. Zabýval se i restaurováním plastik z kamene.

## Dílo
- 1981: Průhled s rackem – Ústí nad Labem[4]